# Naz Reid
Nazreon Hilton Reid (Asbury Park, 26 augustus 1999) is een Amerikaans basketballer die sinds 2019 uitkomt voor de Minnesota Timberwolves.

## Carrière
Reid speelde collegebasketbal voor de LSU Tigers tijdens het seizoen 2018/19. Hij stelde zich in 2019 beschikbaar voor de NBA draft waarin hij echter niet werd gekozen. Desondanks tekende Reid op 5 juli 2019 toch een two-way contract bij de Minnesota Timberwolves en de Iowa Wolves, de geaffilieerde club van de Timberwolves in de NBA G League. Hierbij zou Reid zijn tijd dus verdelen tussen beide teams. Op 17 juli 2019 werd zijn contract al omgezet in een contract voor meerdere seizoenen bij de Timberwolves. Reid maakte zijn debuut in de NBA op 8 december 2019 tijdens een wedstrijd van de Timberwolves tegen de Los Angeles Lakers. In zijn rookie-seizoen speelde Reid 30 wedstrijden voor Minnesota (waarvan 11 als starter) en 16 voor de Iowa Wolves. Tijdens het seizoen 2020/21 en de daaropvolgende seizoenen kreeg Reid steeds meer speelgelegenheid vanop de bank.
Op 25 juni 2023 tekende Reid een vernieuwd contract van 42 miljoen USD bij de Timberwolves. Op het einde van het seizoen 2023/24 kreeg Reid de NBA Sixth Man of the Year Award als beloning voor zijn sterk seizoen met onder andere een gemiddelde van 13,5 punten en 5,2 rebounds. Eind juni 2025 tekende Reid een nieuw contract voor 5 seizoenen bij de Timberwolves.

## Erelijst
- NBA Sixth Man of the Year Award: 2024

## Statistieken
| Legenda | Legenda                | Legenda | Legenda                 | Legenda | Legenda               |
| ------- | ---------------------- | ------- | ----------------------- | ------- | --------------------- |
| WG      | Wedstrijden gespeeld   | WS      | Wedstrijden als starter | MPW     | Minuten per wedstrijd |
| FG%     | Fieldgoal-percentage   | 3P%     | Drie-punterpercentage   | VW%     | Vrije-worppercentage  |
| RPW     | Rebounds per wedstrijd | APW     | Assists per wedstrijd   | SPW     | Steals per wedstrijd  |
| BPW     | Blocks per wedstrijd   | PPW     | Punten per wedstrijd    | Vet     | Hoogste in carrière   |

### Regulier seizoen
| Seizoen  | Team                   | WG  | WS | MPW  | FG%  | 3P%  | FW%  | RPW | APW | SPW | BPW | PPW  |
| -------- | ---------------------- | --- | -- | ---- | ---- | ---- | ---- | --- | --- | --- | --- | ---- |
| 2019/20  | Minnesota Timberwolves | 30  | 11 | 16,5 | 41,2 | 33,0 | 69,8 | 4,1 | 1,2 | 0,6 | 0,7 | 9,0  |
| 2020/21  | Minnesota Timberwolves | 70  | 15 | 19,2 | 52,3 | 35,1 | 69,3 | 4,6 | 1,0 | 0,5 | 1,1 | 11,2 |
| 2021/22  | Minnesota Timberwolves | 77  | 6  | 15,8 | 48,9 | 34,3 | 76,5 | 3,9 | 0,9 | 0,5 | 0,9 | 8,3  |
| 2022/23  | Minnesota Timberwolves | 68  | 11 | 18,4 | 53,7 | 34,6 | 67,7 | 4,9 | 1,1 | 0,6 | 0,8 | 11,5 |
| 2023/24  | Minnesota Timberwolves | 81  | 14 | 24,2 | 47,7 | 41,4 | 73,6 | 5,2 | 1,3 | 0,8 | 0,9 | 13,5 |
| 2024/25  | Minnesota Timberwolves | 80  | 17 | 27,5 | 46,2 | 37,9 | 77,6 | 6,0 | 2,3 | 0,7 | 0,9 | 14,2 |
| Carrière | Carrière               | 406 | 74 | 20,9 | 48,7 | 37,3 | 72,8 | 4,9 | 1,3 | 0,6 | 0,9 | 11,6 |

### Play-offs
| Seizoen  | Team                   | WG | WS | MPW  | FG%  | 3P%  | FW%   | RPW | APW | SPW | BPW | PPW  |
| -------- | ---------------------- | -- | -- | ---- | ---- | ---- | ----- | --- | --- | --- | --- | ---- |
| 2021/22  | Minnesota Timberwolves | 5  | 0  | 10,8 | 41,2 | 42,9 | 100,0 | 2,8 | 0   | 0,2 | 1,2 | 4,8  |
| 2023/24  | Minnesota Timberwolves | 16 | 0  | 22,5 | 45,8 | 36,2 | 71,0  | 3,7 | 1,0 | 0,5 | 0,8 | 11,1 |
| 2024/25  | Minnesota Timberwolves | 15 | 0  | 25,0 | 50,9 | 39,7 | 76,0  | 4,7 | 1,7 | 0,7 | .9  | 10.4 |
| Carrière | Carrière               | 36 | 0  | 21,9 | 47,6 | 38,1 | 76,2  | 4,0 | 1,1 | 0,6 | 0,9 | 9,9  |